# Les Grandes-Armoises
Les Grandes-Armoises é uma comuna francesa na região administrativa de Grande Leste, no departamento Ardenas. Estende-se por uma área de 4,5 km². Em 2010 a comuna tinha 61 habitantes (densidade: 13,6 hab./km²).

## População
1962=61
1968=66
1975=63
1982=44
1990=54
1999=41
2007=48